# Marco Vanoppen
Pour les articles homonymes, voir Marco.
Marco Vanoppen, né à Hasselt, est un musicien/décontructiviste belge.

## Biographie
Son domaine de travail comprend la musique d'avant-garde, l'improvisation, la musique industrielle, la musique expérimentale, la musique bruitiste, ... . 
Il est/était membre (fondateur) de plusieurs groupes et/ou projets musicaux.
Il crée également des visuels pour des clips vidéo.
Professionnellement, il a travaillé principalement pour le gouvernement belge pendant la majeure partie de sa carrière.
Marco est né à Hasselt, Limbourg, et est également connu sous le nom de Spurck.